# العلاقات السعودية العراقية
تشير العلاقات السعودية العراقية إلى العلاقات الثنائية والدبلوماسية بين جمهورية العراق والمملكة العربية السعودية، حيث تقع السفارة السعودية في مدينة بغداد والسفارة العراقية في الرياض.

## الحقبة الأولى
كان للعراق ممثلية في جدة منذ سنة 1924م، وكانت العلاقات حينئذٍ متوترة بسبب هجمات إخوان من طاع الله على تخوم الأراضي العراقية، وبسبب الاختلاف في الحدود بين الدولتين وتدخل الإنكليز بينهما والمشاكل الموروثة بين الأسرة الهاشمية بالعراق والأسرة السعودية، وظل ذلك حتى سنة 1930 حين تمرّدَ إخوان من طاع الله على الحكومة السعودية، فتعاون العراق مع الحكومة السعودية للقضاء على الإخوان، ومهّدَ ذلك لإبرام معاهدة الصداقة وحسن الجوار بين المملكة العراقية ومملكة الحجاز ونجد في 7 نيسان/أبريل سنة 1931، فأسست حكومة العراق حينئذٍ القنصلية العراقية العامة في مكة وعيّنت ناصراً الكيلاني سكرتيراً لها هناك في 21 كانون الثاني/يناير سنة 1931، وبقيت القنصلية في مكة حتى شهر أيار سنة 1932 ثم انتقلت إلى جدة.

## حقبة صدام حسين

### القادسية الثانية
علاقة السعودية والعراق كانت ممتازة وقوية جدا. فبعد نجاح الثورة الاسلامية في ايران حاولت ايران عام 1980، تصدير الثورة الإسلامية للعراق، والسعودية مما ادى[محل شك] إلى حدوث حرب القادسية الثانية (حرب الخليج الأولى) حيث قام العراق بصد الثورة الإسلامية عسكريا ودعمتها السعودية بقوة. قامت السعودية بتسديد ديون العراق ومد انابيب النفط العراقي عبر اراضيها واستثمرت في العراق، واعطت العراق اسلحة ودبابات. وسبّب هذا الدعم القوي للسعودية الكثير من الحوادث جميعها كانت من قبل ايران أو الشيعة الموالين لإيران في دول الخليج أهم هذه الأحداث المحاولة الفاشلة لقصف السعودية من قبل ايران عام 1984، وقتل 400 حاج عام 1987م. و تفجيرات مكة عام 1989، ومحاولة اغتيال الدبلوماسي السعودي عبد الرحمن الشريوي في تركيا، ومحاولة اغتيال لاعبين المنتخب السعودي في الكويت عام 1990، في بطولة الخليج العاشرة، وتفجير سفارة السعودية في بيروت.
في عام 1994، طلب الدبلوماسي السعودي محمد الخليوي من الولايات المتحدة اللجوء السياسي واحضر معه مستندات تثبت دعم المملكة العربية السعودية لبرنامج العراق النووي أثناء نظام صدام حسين في العراق، وقيام صدام حسين بنقل بعض الاسلحة النووية إلى المملكة العربية السعودية. لكن لم يتم تأكيد مزاعم الدبلوماسي محمد الخليوي من قبل أي مصدر آخر. وقد ذكر مسؤولون أمريكيون أن ليس لديهم أي دليل على مساعدة المملكة العربية السعودية لبرنامج العراق النووي، ونفى مسؤولون سعوديون مزاعم محمد الخليوي.

### تدهور العلاقات الثنائية

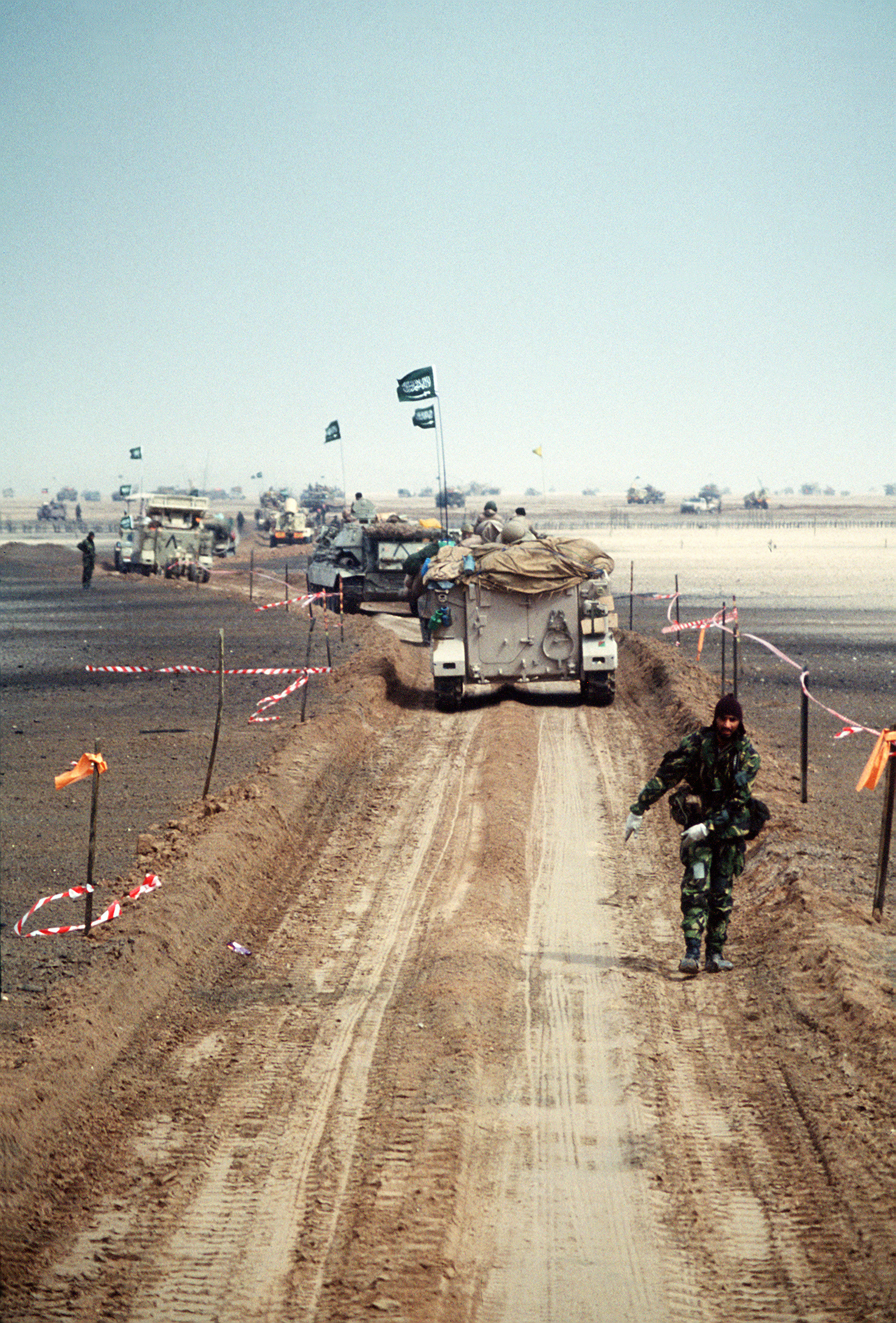
القوات البرية السعودية خلال عبورها أحد حقول الألغام.

في عام 1990م اتهم صدام حسين الكويت بسرقة النفط عبر الحفر بطريقة مائلة. طالبت السعودية صدام حسين بالتراجع وسحب القوات العراقية من الأراضي الكويتية لكن رفض صدام حسين مما جعل السعودية ترسل 150 الف جندي وتفتح حدودوها لقوات التحالف المكونة من 34 دولة. قرر صدام حسين قصف الاراضي السعودية باسلحة كيميائية و صواريخ سكود. دمرت السعودية صواريخ سكود في الجو عن طريق صواريخ باتريوت وكانت الخسائر قتل 26 شخص و دمار في الرياض والظهران.
حاول صدام حسين قلب العرب والمسلمين على السعودية عن طريق قصف إسرائيل لجرها إلى الحرب واحراج السعودية، بالإضافة إلى إضافة كلمة «الله أكبر» على العلم العراقي في محاولة منه لإضفاء طابع ديني على الحملة ومحاولة منه لكسب العرب والمسلمين إلى جانبه. في عام 1991م احتلت القوات العراقية مدينة الخفجي السعودية. مما اغضب السعودية وجعلها تقوم بتدمير جميع الدبابات العراقية وقتل واسر الجنود العراقيين.
بعد حرب الخليج الثانية انقطعت العلاقات السعودية العراقية وتم اقفال السفارة السعودية في العراق. وقررت السعودية إنشاء مخيم رفحا للنازحين العراقيين وبنت المنازل والمدارس للبنين والبنات وافتتحت المستشفيات وتم اغلاق المخيم في 2008م.

## بعد غزو أمريكا للعراق
في عام 2003م أعلن وزير الخارجية السعودية أن السعودية لن تقصف العراق أو تسمح باستخدام قواعدها للهجوم على العراق. مما جعل امريكا تغلق قواعدها العسكرية وتسحب قواتها الموجوده في السعودية وتنقلها إلى قاعدة العديد في قطر لتكون مقرا للقوات الأمريكية.
في عهد رئيس الوزراء العراقي نوري المالكي لم تتغير العلاقات بين العراق والسعودية للأحسن بل زادت سوءًا. اتهم المالكي الحكومة السعودية بانها تدعم الإرهاب وتزعزع الأمن في العراق، وردت السعودية بأن تهميش المالكي للسنة سبب في مشاكل العراق.
بعد دخول تنظيم الدولة الإسلامية (داعش) العراق ساعدت السعودية النازحين العراقيين ب500 مليون دولار أمريكي ووفرت لهم الأغذية والأدوية والمخيمات.

### الجدار السعودي العراقي
في نيسان/أبريل سنة 2006، وأثناء الصراع الطائفي في العراق، والمشاكل الطائفية، بدأت السعودية بإجراء مناقصة لبناء حاجز حدودي على شكل جدارأو سور عازل يصل طولة إلى 900 كيلومتر على طول الحدود لمنع دخول المتطرفين و والمقاتلين إلى أرض المملكة العربية السعودية. ولم يتم تنفيذ المقترحات حتى أيلول/سبتمبر 2014، عندما تصاعدت الاضطرابات المسلحة وبزوغ الدولة الإسلامية في العراق والشام واحتلالة لقسم كبير من مناطق العراق، تم بناء الجدار العازل لمنع دخول المتطرفين إلى المملكة العربية السعودية. وهو جدار عازل يحتوي على خمسة طبقات من الاسلاك الشائكة مدعمة ب78 برج مراقبة و سواتر رملية كذلك رادارات وكامرات مراقبة ترصد الحركة على الحدود ليلا ونهارا، وتشرف عليه 8 مراكز للقيادة والتحكم لكل مركز اتصالات منفصلة، و32 مركز للاستجابة السريعة، وثلاث فرق تدخل سريع، وأجهزة استشعار مدفونة تحت الأرض ترسل إشارات تحذيرية عن أي تحركات مشبوهة، والجدار مزودا بكابل من الألياف الضوئية طوله 1450 ألف متر، ومرتبط مباشرة مع وزارة الداخلية السعودية. و10 مركبات متحركة للمراقبة، وتوزيع أكثر من 30 الف جندي على طول الشريط الحدودي.

### العلاقات الحالية
قبل ان يصبح حيدر العبادي رئيسا للوزراء اتهم السعودية بدعم الإرهاب والمشاكل والطائفية في العراق. وبعد ان أصبح رئيس أعلن انه مستعد أن يتنازل عن كل الخلافات وأن يتحرك إلى الأمام في العلاقات مع دول الجوار. تحسنت العلاقة بشكل بسيط في فترة رئاسة حيدر العبادي للعراق. فبعد وفاة الملك عبدالله أرسل حيدر العبادي برقية تعزية إلى السعودية. ثم أصبح ثامر السبهان أول سفير تعينه المملكة في العراق بعدما أعادت السعودية فتح سفارتها في بغداد في كانون الأول/ديسمبر 2015 بعد انقطاع 25 عام. وزار وزير الخارجية السعودي عادل الجبير بغداد في شباط/فبراير 2017، وهي أول زيارة لوزير خارجية سعودي للعراق منذ 27 عام.
وفي تموز/يوليو 2017م أكد كاظم فنجان الحمامي وزير النقل العراقي بإعادة فتح منفذي عرعر وجميمة الحدوديين مع السعودية في أيلول/سبتمبر 2017م مع عيد الأضحى، كما سيتم إعادة تشغيل خط سكة الحديد بين السعودية والعراق، الأمر الذي سيعزز الحركة الاقتصادية بين البلدين، وستبدأ حركة الطيران والسفن بشكل مباشر بين السعودية والعراق والتي توقفت منذ الغزو العراقي للكويت في آب/أغسطس 1990م.
وفي 30 تموز 2017م لبى مقتدى الصدر دعوى رسمية له لزيارة السعودية هي الأولى منذ أخر زيارة قام بها للرياض قبل 11 عاماً، وقد التقى بالأمير محمد بن سلمان، في جدة تم في اللقاء استعراض العلاقات السعودية العراقية، وعدد من المسائل ذات الاهتمام المشترك.
في أبريل/ نيسان 2019م زار رئيس الوزراء العراقي عادل عبد المهدي الرياض وقد رافقه وفد كبير ومسؤولون حكوميون ونواب ومحافظون ومستشارون ورؤساء هيئات ورجال أعمال. جرى خلالها توقيع 13 اتفاقية ومذكرة تفاهم بين مختلف وزارات البلدين، والتباحث في فتح المنافذ الحدودية. واستمرت العلاقات الدبلوماسية بشكل رسمي بين البلدين مع افتتاح قنصلية سعودية في بغداد

ولي العهد السعودي محمد بن سلمان مع وزير وزراء العراق مصطفى الكاظمي في الرياض

كان هناك اتفاق على لقاء بين مصطفى الكاظمي و الامير محمد بن سلمان، تم إلغاء لقاء بين مصطفى الكاظمي والأمير محمد بن سلمان في المملكة العربية السعودية في الشهر التالي، بسبب وباء فيروس كورونا. في نوفمبر 2020 أعلن العراق والمملكة العربية السعودية إعادة فتح المنفذ الحدودي الرسمي في عرعر، الذي كان مغلقًا منذ عام 1990.التقى مصطفى الكاظمي ومحمد بن سلمان في الرياض في مارس 2021، خلال زيارة تهدف إلى تعزيز الروابط التجارية بين البلدين، بالإضافة إلى التعاون الاقتصادي والاستثمارات في الطاقة والنقل. وقعت الوفود خمس اتفاقيات في المجالات المالية والتجارية والاقتصادية والثقافية والإعلامية، واتفقوا على شركة مشتركة برأسمال يُقدر بثلاثة مليارات دولار. كما خططوا أيضًا لإنهاء مشروع التوصيل الكهربائي والاستمرار في التعاون للحفاظ على استقرار سوق النفط العالمي، حيث يعتبر العراق والمملكة العربية السعودية من أكبر منتجي النفط في منظمة الدول المصدرة للنفط (أوبك) .
في ديسمبر 2022، بمناسبة زيارة الرئيس الصيني شي جين بينغ إلى المملكة العربية السعودية، قام رئيس الوزراء العراقي الجديد محمد شياع السوداني بتمثيل بلاده في القمة العربية الصينية الَّتي نظمها محمد بن سلمان في الرياض. أعلن فيها عن نيته تعزيز علاقاته مع الدول العربية، مع تحقيق توازن في علاقاته مع جيرانه الآخرين. عشرة أيام في وقت لاحق زار وزير الخارجية السعودي فيصل بن فرحان الأردن إلى مؤتمر بغداد الثاني، وأكد أن بلاده تقف إلى جانب العراق للحفاظ على استقراره وسيادته.
في مايو 2023، أنشأ الصندوق الاستثمارات العامة السعودي (PIF) شركة استثمار سعودية عراقية برأسمال 3 مليارات دولار للاستثمار في عدة قطاعات في العراق، بما في ذلك التعدين والبنية التحتية والتمويل والعقارات والزراعة، كجزء من خطة بقيمة 24 مليار دولار مخصصة لست دول في المنطقة. على خلفية ذلك، بدأت شركة أرامكو السعودية للنفط محادثات مع الحكومة العراقية للاستثمار بشكل كبير في حقل عكاز في محافظة الأنبار العراقية.

### التجارة
- 18 تشرين الثاني 2020، افتتاح معبر عرعر الحدودي مع السعودية بشكل رسمي، أمام التبادل التجاري بين البلدين.[45][46]
- 5 أيار، 2021، أعلنت وكالة الأنباء السعودية يوم 5 أيار سنة 2021، عن الإذن لافتتاح مصرف أهلي في السعودية.[47]
- 24 كانون الثاني/يناير 2022: انطلاق ملتقى الأعمال السعودي العراقي في الرياض.[48]